# Universo DC (UDC)
El Universo DC (UDC) (originalmente llamado Tierra-1, más tarde por los eventos contados en las Crisis y después de las siguientes secuelas de las mismas historias denominada como Nueva Tierra, Tierra-0 y más recientemente, Tierra-Prime) es el universo de ficción compartido en el que ocurren las historias de los cómics publicados por DC Comics, en el que todos los personajes de la editorial conviven entre sí. Esto ayuda a darle coherencia y sentido de la continuidad a las historias. Los personajes ficticios Superman, Batman, y la Mujer Maravilla son superhéroes famosos de este universo.
Desde hace unos años, DC se ha estado promocionando como «The Original Universe» (el Universo Original) pues en sus primeros años (cuando era conocida como National Publications) publicaron el número uno de Action Comics, revista en donde apareció Superman, dando origen al género de superhéroes dentro del campo de la historieta. Otras editoriales que publican superhéroes han creado universos similares (como el Universo Marvel). De vez en cuando, el «Universo DC» es utilizado para indicar su relación principal con el «Multiverso DC», para relacionar a toda la colección de todas las continuidades de las historias contadas en sus cómics que DC Comics ha publicado con los años.

## Concepto
El concepto de un universo compartido fue iniciado originalmente por la editorial DC Comics (que en ese entonces fue conocida como National Periodical Publications) y en particular por el escritor Gardner Fox. El hecho de que los personajes de DC Comics coexistían en el mismo mundo, se estableció por primera vez su coexistencia en el mismo en la revista de cómics All Star Comics #3 (1940), donde varios superhéroes (que protagonizaban historias separadas de la serie hasta ese momento) se conocieron cuando se conformó un grupo llamado la Sociedad de la Justicia de América; luego, con la petición de volver a introducir a la Sociedad de la Justicia de América muchos años después de que se había decidido crear una versión modernizada de los héroes de la Edad de Oro, la llamada Liga de la Justicia de América, ambos equipos fueron creados debido a que recibieron la inspiración del nombre que recibían la Liga Nacional y la Liga Americana en las Grandes Ligas de Béisbol, cuya fuente fue la inspiración para ambos nombres de los dos equipos. Sin embargo, en el caso de que introdujo como historieta a la Liga de la Justicia fue en la historieta llamada The Brave and the Bold; Sin embargo, la mayoría de las publicaciones National/ DC continuaron siendo escritas con poca consideración para mantener la continuidad entre sí durante las primeras décadas.
A lo largo de su historia editorial, DC ha introducido diferentes versiones de sus personajes, a veces presentándolos como si la anterior versión nunca hubiese existido. Por ejemplo, se introdujo nuevas versiones de Flash Linterna Verde, y Hombre Halcón, en la década de los años 1950, con los mismos poderes similares, pero con diferentes nombres e historias nuevas y personales. Del mismo modo, tenían personajes como Batman cuyas aventuras establecidas a principios de la década de 1940 no podrían ser fácilmente mezcladas con historias protagonizadas por una versión más joven en la década de 1970. Para explicar esto, se introdujo la idea del multiverso en The Flash #123 (1961), donde el Flash de la edad de plata se reunió con contraparte de la edad de oro. Además de permitir que las historias que fuesen contradictorias a «coexistir», permitió crear las diferentes versiones de los personajes donde estas se llevasen a cabo en diferentes continuidades, e incluso se uniéndolas para luchar contra las amenazas cruces entre universos. Los escritores dieron designaciones como «Tierra-Uno», «Tierra-Dos», y así sucesivamente, a ciertos universos, designaciones que a veces también fueron utilizados por los propios personajes. En conclusión, finalmente se designaba Tierra-Uno (Tierra-1) era el mundo principal de la continuidad de las nuevas publicaciones de la corriente principal de DC había creado con la edad de plata, y la cual, sería la base de la conexión principal a otros mundos con continuidades diferentes y otro tipo de situaciones.

### La Unificación de las líneas argumentativas del Universo DC: La Crisis y Post-Crisis
Con los años, como el número de títulos editados fue aumentando y el volumen de anteriores historias se fueron acumulando, se hizo cada vez más difícil mantener una coherencia interna. Con el fin de seguir las publicaciones de cada historias de sus respectivos personajes más populares, el mantenimiento del statu quo. se hizo cada vez más necesaria. Aunque los «retcons» (alteración de los hechos previamente establecidos) fueron cada vez más utilizados como una forma para explicar aparentes inconsistencias en las historias escritas, los editores de DC llegaron a considerar que la variada continuidad de las tierras múltiples era demasiado difícil hacerle un seguimiento, y temía que esto se convirtiese en un obstáculo a la accesibilidad para los nuevos lectores. Para solucionar esto, se publicó la miniserie crossover limitado la «Crisis on Infinite Earths», que en 1985, que permitió la fusión de universos y de personajes, lo que redujo al Multiverso a un único universo sin ninguna denominación y con una sola historia que contar. Sin embargo, esta disposición eliminaría el mecanismo que DC estuvo usando para tratar el paso del tiempo en el mundo real, sin tener en cuenta la edad de cada personaje de los cómics. La crisis también había establecido una historia más coherente para el futuro del Universo DC, con versiones contradictorias del futuro. La miniserie crossover limitada Hora Cero (publicada en septiembre de 1994) les dio la oportunidad de revisar la continuidad y volver a reescribir la historia del Universo DC.
Como resultado, casi una vez por década desde los años 1980, el Universo DC experimenta una crisis importante que permite que cualquier número de cambios derivados a las nuevas versiones de los personajes para que parezca como una especie de reinicio del universo, un reinicio nominal para que todos los personajes tengan una nueva y modernizada versión de sus vidas.
Mientras tanto, DC ha publicado relatos ocasionales llamados «Elseworlds»,. que a menudo se han presentado versiones alternativas de sus personajes. Por ejemplo, se contaba la historia de un Bruce Wayne como Linterna Verde. otra historia, titulada, «Speeding Bullets», en la que se cuenta que el cohete que llevó de bebé a Superman a la Tierra fue descubierto por la familia Wayne en Gotham City en lugar la granja de los Kent. En 1999, The Kingdom una sub-secuela de Kingdom Come re introdujo una variante del viejo concepto del multiverso DC llamado Hipertiempo, que establecía esencialmente la existencia de versiones alternativas de personajes y mundos nuevos. Todo este proceso fue posiblemente inspirado por Alan Moore en su megacomic, «Supreme: Story of the Year» de (1997).

### La restauración parcial de sustatus queen elMultiverso DCPost Crisis
El evento crossover limitado de la «Crisis infinita» (2005-2006) rehízo al Universo DC una vez más, dándole nuevos cambios. La maxi-serie limitada «52» (2006-2007) estableció que un nuevo multiverso había vuelto a existir, dándole la denominación al Universo DC Tierra-0 como la primera Tierra.

### Elstatus quodelUniverso DCenLos Nuevos 52
El relanzamiento del Universo DC en 2011, también denominado «Los Nuevos 52», permitió ser el evento que relanzaría al Universo DC una vez más tras el crossover Flashpoint. El evento implicaría cambios tanto en el formato de publicación y una nueva continuidad para atraer a nuevos lectores. Con los cambios editoriales incluyen la publicación física como plataformas digitales de los cómics de la editorial, cancelando todos los títulos relacionados al Universo DC. o renovadas con un nuevo #1, pero esta vez unificando a los personajes del antiguo sello editorial WildStorm (adquirida a Image Comics en 1999) y el sello de cómics adultos vigente Vertigo Comics siendo absorbidos para formar parte de la nueva continuidad del Universo DC, y los nuevos títulos se iniciaron para ser de nuevo publicados con el número de serie en curso siendo estos publicados mensualmente hasta alcanzar el #52. La serie de cambios en el universo DC tienen la intención de hacer personajes más modernos y accesibles, aunque el alcance de estos cambios varía de un personaje a otro.

## Descripción
El concepto básico del Universo DC es igual al mundo real, pero con la diferencia de que existen superhéroes y supervillanos y que normalmente no existen en nuestro mundo real. Sin embargo, hay otras diferencias relativamente resultantes que son justificaciones implícitas para la concesión principal. Entre estas diferencias por ejemplo, es la existencia de varios países ficticios, como Qurac, Vlatava, Markovia y Zandia, que en nuestro mundo son países imaginarios. A pesar de que las historias a menudo se establecen en los Estados Unidos de América, que son tan a menudo como aquellas que son establecidas en las ciudades ficticias como Gotham o Metrópolis. Estas ciudades son efectivamente arquetipos de ciudades, con Gotham que incorpora los aspectos negativos de la vida en una gran ciudad, y Metrópolis como el reflejo más de los aspectos positivos. Especies exóticas alienígenas (tales como los kryptonianos y Thanagarianos) e incluso el funcionamiento de las sociedades interestelares son generalmente conocidas en su forma de como estas coexisten entre sí, y la presencia de naves extraterrestres es lo más usual. Las tecnologías que solo son teóricas en el mundo real, tales como la inteligencia artificial o que son totalmente imposibles de acuerdo con la ciencia moderna, como los viajes que llegan a ser más rápidos que la luz, son funcionales y reproducibles en su contexto habitual, aunque a menudo se presentan como experimentales y difíciles de lograr. Adicionalmente es demostrable la existencia de la magia y que esta puede ser aprendida. La historia general del mundo ficticio del Universo DC es similar a la real (por ejemplo, se relata la historia del hombre que se ha manifestado en la vida real como tal, como por ejemplo, hubo un Imperio romano, y la misma Segunda Guerra Mundial e incluso, se ha retratado el evento del 11/9), pero incluso existen muchas adiciones fantásticas, como la conocida existencia de la Atlántida o el evento que creó Ciudad Gorila, mundo fantástico y tecnológico que se evidencia la evolución de un grupo especial de simios que evolucionaron gracias a un evento catastrófico producto de un misterioso evento que hizo que los simios evolucionaran, como evidencia de ello, su gobernante Solovar. En los últimos años, las historias han descrito cada vez más eventos que traen al Universo DC más lejos de la propia realidad, como la posibilidad de una Tercera Guerra Mundial en un futuro alterno, un Lex Luthor elegido Presidente de los Estados Unidos en el año 2000, y ciudades y países enteros totalmente destruidos, como fue el caso de lo sucedido en el reino árabe de Kahndaq. Hay otras variaciones de menor importancia, como que la Tierra es ligeramente más grande que la nuestra (para dar cabida a otros países ficticios), y que el planeta Saturno tiene 18 lunas en lugar de 19, porque Superman destruyó una.

### Los superhéroes
Muchos de los superhumanos de la Tierra le deben sus poderes al «metagen», una característica genética de origen desconocido, lo que hace que algunas personas desarrollen sus superpoderes cuándo se exponen a sustancias y/o a fuerzas peligrosas. Otros le deben sus poderes a la magia, la manipulación genética (o producto de una mutación o la modificaciones o mejoras cibernéticas). Hay una gran brecha entre el poder que reside entre la mayoría de los superhéroes y los humanos comunes. Así como también hay superhéroes y supervillanos que poseen poderes sobrehumanos, otros no tienen poderes, y dependen de sus propias habilidades especiales, como la inteligencia, el combate cuerpo a cuerpo y la ciencia para ayudarse a complementar su ausencia de poderes e igualar a los que poseen poderes (por ejemplo Batman, Robin o Flecha Verde), pero su principal efectividad en combate, se debe al uso de herramientas especializadas o un entrenamiento que realizan para superar sus «límites absolutos del propio potencial humano» adquiriendo habilidades especiales, un ejemplo es la práctica de artes marciales.
Los seres humanos del Universo DC que se convirtieron en superhéroes o villanos comenzaron a utilizar identidades secretas para luchar contra el crimen o cometer delitos durante la década de 1930. Los primeros personajes superhéroes incluidos como el Crimson Avenger y The Sandman. En noviembre de 1940, el primer equipo de superhéroes que existió, fue La Sociedad de la Justicia de América. Durante la Segunda Guerra Mundial, todos los héroes de Estados Unidos se unieron para formar un equipo de superhéroes que pudiese luchar en la guerra, entonces tomaron la base de la Sociedad de la Justicia de América y formaron el All-Star Squadron para proteger a los Estados Unidos de las potencias del Eje. Sin embargo, debido a un hechizo mágico lanzado erróneamente por Adolf Hitler (con el uso de la Lanza del destino y el Santo Grial) los héroes más poderosos no fueron capaces de entrar en los territorios en poder del eje, dejando que la guerra fuese luchada principalmente por seres humanos normales, entre los que se destaca el Sargento Rock y su compañía Easy,. también se destacan el grupo de soldados conocido como Los Perdedores (resaltando su principal personaje el Soldado Desconocido). Después de la guerra, bajo la presión un paranoico mundo de postguerra, sobre todo debido a la avanzada del comunismo, apareció el Comité de Actividades Antiamericanas, dando la primera persecución del tipo Macartista en su búsqueda por saber la verdad sobre los supuerhéroes. Por lo tanto, ello conllevó que la JSA se disolviera. Mientras que algunos héroes estaban activos después la guerra (principalmente aquellos que no necesitaban de cubrir su rostro con un antifaz o tener un alterego, como los Challengers of the Unknown o el mismo Detective Chimp), no fue sino hasta el debut público de Superman que una nueva generación de superhéroes disfrazados se hizo activa. Poco después, se formaría la Liga de la Justicia, y han hecho que la permanecía equipo sea el equipo por excelencia de la Tierra; la mayoría de los héroes de DC (como los Jóvenes Titanes) han ido con el tiempo convirtiendo en miembros de la Liga de la Justicia en algún momento, o han tenido conexiones con ella.
Como regla general, ser un superhéroe no requiere poderes como para llegar a ser omnipotente. Por otra parte, incluso los grandes héroes y las entidades cósmicas tienen diferentes vulnerabilidades, tales como son el caso de Superman, como su debilidad a la magia, la kryptonita, y un sol de luz roja; Linterna Verde de la edad de oro tenía inicialmente problemas con la madera o el color amarillo en el caso de Linterna Verde. de la edad de plata (que con el tiempo, experiencia y superación de sus propios miedos permiten afianzar la eliminación de dicha debilidad en su respectivo caso); o está también la principal debilidad de Batman en cuanto a su falta de poderes metahumanos, ya que es complementado con un agudo intelecto, constante capacitación y tecnología especializada así como la defensa personal.
Los superhéroes son generalmente aceptados o incluso elogiados como lo ha sido con Superman y Flash, donde incluso tienen sus propios museos dedicados a ellos por parte del público en general, aunque algunas personas han decidido que «los metahumanos» deben ser tratados con menos confianza. Por lo tanto, a ello también hizo que se formase una organización llamada «La Cúpula» para ayudar a los superhéroes que necesitaban en su lucha contra el crimen a escala internacional; en este caso, surgió entonces un grupo de superhéroes llamado los Guardianes Globales, que se convirtió como sus principales agentes. Sin embargo, «La Cúpula» finalmente perdió su prestigio, como su apoyo por parte de las Naciones Unidas que decidió darle su apoyo a la más famosa la Liga de la Justicia. En general, DC Comics ha hecho una parodia a sus propios equipos y organizaciones después del exitoso cómic Watchmen e incluso recordando aquel Batman en el que se le veía huyendo al estilo del humor negro que se inició durante la década de 1980 y terminó a principios de los años 90. Otros equipos de superhéroes, como Doom Patrol y Liga de la Justicia Internacional ha llevado a los escritores obtener un enfoque más sutil de este tipo de humor negro semiótico con su propia versión al establecer un exceso de personalidades que dominan sus egos potenciales.
Sin embargo, el gobierno estadounidense ha tenido un enfoque muy cauteloso. Si volvemos a retomar los sucesos de la Segunda Guerra Mundial, comenzaron un proyecto denominado el «Proyecto M», que se encargaría de crear supersoldados para poder luchar en la guerra, como fue el caso de los Creature Comandos. La mayoría de estos experimentos siguen siendo un secreto para el público. Actualmente, el gobierno se ocupa de su tratamiento de los metahumanos y seres similares a través del Departamento de Operaciones Extranormales (DEO). Secretamente, utilizan una organización de agentes disfrazados (pero no metahumanos) conocidos como «Checkmate» para vigilar las acciones de los metahumanos, y más recientemente en los nuevos 52 un equipo al estilo S.H.I.E.L.D., y que ha servido de enlace con la Liga de la Justicia, la organización A.R.G.U.S. Además, el gobierno también formó el Task Force X (también conocido como el «Escuadrón Suicida») para «operaciones encubiertas». La mayoría de sus miembros han supervillanos capturados (y por lo tanto son prescindibles), y se les ha «alentado» de evitar la prisión y los obligan a unirse (a menudo con promesas especiales si sobreviven sus misiones extremadamente peligrosas).
Fuera de este tipo de personalidades, son algunos a menudo relegados al mundo como los supervillanos del Universo DC. Ellos entonces se dedican a cierto tipo de delitos, como secuestros y robos. Los villanos con superpoderes se las ingenian con la creación de planes de extraordinaria complejidad, sin embargo «a causa de su talento» que simplemente terminan llamando la atención de superhéroes impotentes como Batman, o superhéroes de menor reputación como Booster Gold. Cuando son atrapados, ninguna cárcel es suficientemente adecuada como para contener todos estos villanos. Pero los villanos más poderosos se esfuerzan por competir por grandes metas como la dominación del mundo y/o la aclamación universal (por parte de la sociedad y de sus propios compañeros villanos). Por lo general, supervillanos más poderosos son encarcelados en prisiones de máxima seguridad como la Penitenciaria Belle Reve (que también ha sido secretamente la sede del Task Force X) o incluso en ciertas dimensiones alternativas o el espacio exterior, esto es debido a no pueden en ciertos casos ser simplemente asesinados por una bala, por el uso de electricidad, o ser envenenados.
Los supervillanos a veces también forman sus propios equipos, pero éstos tienden a ser de corta duración, porque la mayoría de los villanos simplemente no confían entre sí. La mayoría de estos equipos están formados por una mente criminal carismática y/o un temible ser para fines específicos; un ejemplo es el caso de la Sociedad Secreta de Super Villanos, de los cuales ha tenido varias versiones. La mayoría de los equipos de villanos suelen ser pequeños, después de haber sido formado por individuos que se conocen personalmente, como el los Rogues de Ciudad Central, o aquellos que tienen alguna que otra razón para trabajar juntos como los grupos de mercenarios como H.I.V.E., sectas fanáticas como el Culto a Kobra, etc.

### La tecnología avanzada
La Tecnología más avanzada que existe actualmente en la vida real es disponible. Pero por lo general es muy cara, por lo que ciertos individuos y las principales organizaciones (o aquellos genios científicos que trabajan en la creación de dichas invenciones) por lo general son bastante ricos y/o poderosos los que tienen acceso a dichas tecnologías, de estos avances científicos, los laboratorios S.T.A.R. es quizá uno de los laboratorios de investigación independiente que trabajan en conjunto en el desarrollo a menudo muchos de estos dispositivos, mientras que compañías multinacionales como LexCorp es la principal empresa que vende todo tipo de tecnología de este tipo, que incluso logran hasta tener acuerdos con los gobiernos de todo el mundo por el uso de dichas tecnologías, señalando que incluso hasta el mismo gobierno también ejecutan sus propias tecnologías aunque de carácter secreto, como el Proyecto Cadmus que tiene sus instalaciones en las montañas cerca de Metrópolis, en donde se dedican a proyectos de biotecnología desarrollo de la manipulación genética (como el desarrollo de la genética de la clonación superhumana) sin el conocimiento del público. Además, la tecnología también puede venir del espacio exterior o de diferentes líneas de tiempo. El armamento de Apokolips es vendido a menudo en Metrópolis a la organización criminal conocida como Intergang.
Entre los Robots y otras creaciones similares, incluyendo la tecnología para la creación de Cíborgs, en donde se ha dado un alto avance en la creación del poder inteligencia superior cuando estos son creados como seres sensibles. En este selecto grupo destacamos los Manhunters, las creaciones del Doctor Will Magnus, el creador de los Hombres de Metal, el robot Tornado Rojo antiguo robot creado por el supervillano científico T.O. Morrow, entre otros robots o cyborgs destacamos también a Robotman, Hourman y hasta los supervillanos conocidos como Metallo. Estos «seres» suelen ser generalmente creados por individuos que poseen grandes intelectos, como científicos tales como: el ya mencionado profesor T.O. Morrow (el fabricante de la Tornado Rojo), Will Magnus (quien construyó a los Hombres de Metal) y el Profesor Ivo (quien fabricó al androide Amazo y otros androides avanzados utilizando una forma de nanotecnología desarrollada por LexCorp). En el caso de Brainiac, un cyborg que también emula este tipo de tecnología, así como la tecnología de otros mundos más avanzados. Del mismo modo, algunos personajes utilizan la tecnología para mejorar sus armaduras o modificar funciones cibernéticas, por ejemplo Acero, el superhéroe Cyborg y el supervillano Cyborg Superman (Hank Henshaw).

### La razas ocultas
Hay algunas razas inteligentes que viven en la Tierra que el público en general no tiene cierto conocimiento hasta tiempos más recientes. Entre ellas se encuentran los últimos supervivientes de la Atlántida, que evolucionaron por sí mismos para adaptarse a la respiración bajo el agua, incluyendo los Poseidonianos con apariencia humana y los Tritonios mitad pez y mitad humano, más exactamente formas sirénidas. Otras especies, como los Warworlders, fueron sujetos de prueba brevemente por parte del de Proyecto Cadmus hasta que huyeron a regiones subterráneas bajo la ciudad de Metrópolis. También hay una tribu de criaturas muy inteligentes, una super avanzada y poderosa raza de supergorilas con poderes telepáticos que viven en una ciudad invisible del ojo humano escondida en África; esta es la casa del supervillano conocido como el Gorilla Grodd y el amigo de Barry Allen, el Rey Solovar.
Ciertas criaturas han sido creadas como seres angelicales, entidades que han sido impulsados fuera de su propia línea de tiempo, deformidades experimentales y criaturas de dimensiones en las cuales no se consideran razas ocultas, ya que simplemente no están incluidas. Sin embargo, es solo porque la mayoría de los monstruos tienen un papel menos importante en el Universo DC. Las líneas argumentales de las historias de Isla Dinosaurio y Skartaris son solo algunos ejemplos de los experimentos del universo DC que se han creado, sin embargo, su papel en las historietas de DC se reproducen bajo la demanda de la competencia contra las demás empresas, por lo tanto, algunas de estas se incluyen como una raza de la Tierra. Una influencia remasterizada más recientemente evidente en la mayoría de las historietas de Marvel Comics, mientras que en el caso de DC Comics son exageradas, la virtud que influencia o sostiene una creencia sobre la realización de parodias cómicas, por ejemplo, las líneas argumentales sobre alienígenas, chicas monstruosas, y su afluente estilo de vida como adolescentes reclusos quienes se convierten en monstruos o como por ejemplo en el propósito del caso de Asmodel, un ser interdimensional angelical conceptual sobre el cielo quien viene a la Tierra. Por lo tanto estas razas en particular no se consideran escondidas pero ajenas y extradimensionales.

### Las razas extraterrestres
También hay muchas razas extraterrestres inteligentes. Curiosamente, un gran número de ellos son humanoides, aunque similar a la especie humana, en su forma física (por ejemplo, los kryptonianos, que por fuera parecen idénticos a los seres humanos nacidos en la Tierra, pero que su desarrollo intelecto milenario son muy superiores a la raza humana de la Tierra); algunos incluso se han cruzado con la especie terrestre. Algunas de estas razas tienen superpoderes naturales, pero son por lo general se da como característica principal que se da para todos los individuos de la misma raza, a diferencia de los llamados metahumanos de la Tierra. Esto se explica el hecho de que en el pasado lejano de Marte la raza marciana en el pasado de la Tierra experimentaron una forma de humanidad, y que el sacrificio fue severamente el potencial para ser metahumano; significando que una especie que se supone que tienen una amplia gama de poderes, como los Tamaranianos o los kryptonianos, terminan siendo «convertidos simbólicamente en solo... un ser humanizado». Sin embargo, también hay un montón de razas no humanoides.
El Universo DC ha tenido muchos desastres naturales y cósmicos que le suceden a las civilizaciones alienígenas. Los marcianos fueron destruidos por la guerra, los kryptonianos por un planeta moribundo, y los czarnianos por la peste. Incluso el Imperio de Almerac fue víctima de la destrucción inminente por el conquistador de mundos Imperiex.
El orden se ha manteido por eones alrededor de toda la galaxia por los Guardianes del Universo y sus agentes, el Cuerpo de Linternas Verdes. Otras organizaciones para el mantenimiento de la paz rivales también se encuentran los Darkstars (creados por los rivales de los Guardianes, los Controladores) y la organización de mercenarios interplanetaria L.E.G.I.O.N. Entre las organizaciones criminales más destacadas, son los antiguos sirvientes y corrompidos expolícias cibernéticos los Manhunters, también se destaca El Gremio de la Araña y el Círculo Oscuro.
La mayoría de los alienígenas son de planetas diferentes, que tienen una fuente de origen, cerca del Sistema solar y de la Vía Láctea, y aunque, a diferencia del Universo Marvel, las colonias extraterrestres son comunes dentro del sistema solar. Los dominadores son una raza imperialista terrorista conquistadora que controlan la mayor parte del cosmos desconocido con el fin de extraer los recursos genéticos de los planetas. Otra raza, denominada la casta también se le conoce colectivamente como el Dominio. Otros alienígenas de galaxias distantes controlan armadas como son el poderoso Imperio Imperio Khund, los Gordanianos, los Thanagarianos, el Gremio de las Arañas y, más recientemente, El Reach (El alcance en español). A pesar de que la mayor parte del Universo DC está vigilado por el Cuerpo de Linternas Verdes, y más adelante en el Siglo XXXI la Federación de Planetas Unidos, la mayoría de las carreras criminales se esfuerzan por la conquista del universo conocido.
Una rareza es el sistema de la Estrella Vegan. Debido a un acuerdo con la especie conocida como los Psions, los Guardianes no intervienen en ese sistema, lo que permite la existencia de un imperio cruel llamado «La ciudadela» para gobernar allí, hasta que fue derrocado por los Hombres Omega.

### Entidades cósmicas
La principal entidad cósmica, aunque de por sí jamás vista pero si presente es la concepción que se tiene de Dios, aquí llamada como «La Presencia», a quien se le atribuye como el creador del Universo DC y toda la realidad, siempre asociado con la entidad de la venganza, El Espectro, a quien se le aparece como La Voz, también ha sido asociada como la máxima autoridad que está detrás del Muro de la Fuente, quién se comunica con los Nuevos Dioses, se ha asociado con  La Mano en los primeros billones de años del Universo DC cuando se le aparece a Krona entre otros nombres que tiene dicha manifestación. También es el ser más poderoso del Multiverso y del más allá.
Hay varios seres cósmicos inferiores en el universo DC aun así poseen poderes divinos, mediante la manipulación de energía, facultades para el manejo de la magia, o algún tipo de avance tecnológico. La magia y lo sobrenatural se representan a menudo como algo real en el Universo DC, aunque algunos escépticos como Mister Terrific sostienen que existen explicaciones científicas a todos estos eventos. La narración de la dura realidad mística y de la oscuridad es más común en los personajes de DC Comics del sello editorial Vértigo porque sus historias se esconden fuera de la fantasía de los superhéroes; la serie Vértigo tiene seres que se relacionan mejor a la vida humana normal, aunque ambos universos estén sujetos a reinos fantásticos, y a dimensiones mundanas. La magia es muy poderosa en el mundo físico, donde la magia es aprovechada perfectamente puede distorsionar e incluso destruir la realidad si no se controla adecuadamente (es decir, si el Señor del Orden sucumbe a ciertos eventos lo harán que se convierta en un Señor del Caos).
Hay varios tipos de entidades cósmicas, tales como:
- Los Dioses: Los primeros seres que se hacen llamar «dioses» aparecieron por primera vez hace miles de millones de años en otro planeta, aunque que se destruyeron a sí mismos en una guerra terrible. Esto desató la «Onda Divina», una ola de energía cósmica derivada al «Muro de la Fuente». Esto dio origen a otros dioses a través de todo el universo, incluyendo a la Tierra. Con los restos del planeta se formaron los mundos de Apokolips y Nuevo Génesis, habitados por seres que se hacen llamar los «Nuevos Dioses». La muro de la fuente es un arquetipo de influencia budista que es reconocido como el borde universo conocido. Ciertos velocistas creen en la iluminación para poder formar parte de la Fuerza de la Velocidad. Kismet es un dios inmortal y la encarnación de la realidad. Él fue emparejado con su equivalente de Marvel con los Eternos cuando se realizó el Crossover JLA/Los Vengadores. En forma mortal fue miembro de los Señores de la Orden. Dependiendo de los personajes, otras diversas deidades religiosas de las culturas antiguas son muy comunes. Héroes como Aztek y Cóndor Negro, o villanos como Black Adam, que han encontrado el conocimiento de sus raíces nativas en sus orígenes.[9][10][1]

- Cielo y el Infierno: Tanto el Cielo como el Infierno existen en el Universo DC, pero no pueden existir en la misma continuidad. La concepción de DC/Vertigo sobre el universo en lo que se refiere al Infierno es que fue gobernado durante diez mil millones años por el ángel caído Lucifer Morningstar. Al final de la historia de Swamp Thing publicada por DC Comics «American Gothic», una fuerza llamada la «Gran Bestia del Mal» surgió de la oscuridad y se fusionó con La Presencia. Esto desencadenó una guerra civil en el infierno, en última instancia, obligando a Lucifer a compartir el poder en un triunvirato que incluyó a los señores del infierno más poderosos: Belcebú, Azazel y él mismo. Este triunvirato era principalmente tan sola una formalidad ya que Lucifer seguía siendo el de facto el gobernante del Infierno, hasta hace poco tuvo que abdicar el trono y le entregó la llave al infierno a Sueño de los Eternos en la historia de The Sandman «Estación de Nieblas». Sueño no estaba seguro de qué hacer con la llave del infierno, y después de haber negociado con muchas partes interesadas, se lo dio a los ángeles Remiel y Duma, que gobernaron el infierno en nombre de La Presencia hasta que en la serie spin-off Lucifer vio la posesión de la llave en otras manos una vez más. Desde que el señorío sobre el Infierno cambia con frecuencia, numerosos demonios se han proclamado sus gobernantes, entre ellos el demonio Nerón e incluso el Ángel caído Azmodel). Estas representaciones genéricas de Satanás, los ángeles, los demonios y Dios también aparecen con mucha frecuencia. Versiones varían de la serie que se publica en Vértigo y al Universo DC según con los escritores del Universo Vertigo/DC en el que representan la relación entre la religión y la mitología, mientras que los escritores del Universo DC tienen una tendencia para narrar la fantasía. En la serie Vertigo de Swamp Thing, el Cielo y el Infierno parecen estar restringido a la Tierra, creando la posibilidad de que cada planeta viviente tenga sus propias versiones de la otra vida. En la serie Vertigo The Sandman Lucifer renuncia como gobernante del Infierno y se retira a la ciudad de Los Ángeles, en donde la serie le hace seguimiento a Lucifer donde este representa la búsqueda de la obtención de su propia creación independiente de La Presencia.[9][10][1]

La muerte es representada diferentes personajes del Universo DC. Una personificación de la muerte es el Flash Negro, que representa a la muerte como una figura interna para los velocistas metahumanos del Universo DC. Otra es la «muerte», que reside en al final de los tiempos. El Corredor Negro (La personificación de la muerte entre Los Nuevos Dioses) aparece como la muerte en la vida futura. También está Nekron, señor de la tierra de los sin vida, y personificación de la «Muerte» como su último opositor. La muerte es también una Eternals, y es la última personificación de la Muerte en el Universo DC, también cabe señala otra personificación de la muerte es el dios griego Hades, un personaje que ha sido representado como la entidad del inframundo entre el pueblo de las amazonas, pero esta entidad deidad se le asocia a Wonder Woman en el Universo-Pre 52 como su padre y enemigo, pero, en Los Nuevos 52 ahora es representado como un niño y posee velas en su cabeza para iluminar el inframundo, también se encarga del Tártaro.
- Los Señores del Orden y el Caos: Estos dos grupos de seres mágicos han estado luchando el uno contra el otro desde el principio de los tiempos, y que a menudo facultan a los demás (con el «Mágia del Orden» o la «Magia del Caos») a cambio de su ser sus agentes representantes. Muchos de los héroes mágicos y supervillanos han sido manipulados por ellos. Los Señores del Orden y el Caos fueron asesinados por el Espectro durante los acontecimientos de «Día de la venganza: Crisis Infinita Especial #01».[11][9][10][1]

- Los Elementales: La Tierra misma tiene un espíritu viviente llamado «Maya», que, durante miles de años, ha sido la creación de sus propios campeones, uno para cada uno de los elementos místicos para poder ser protegido, utilizando seres humanos como anfitriones. Entre los destacados son: La Cosa del Pantano (entidad de lo Verde), Firestorm (entidad del fuego), otras entidades a las que adoptó fue a Naiad (entidad del agua) y a Tornado Rojo (como entidad del aire), y Animal Man (como entidad de la Tierra).[10]

- Los Homo Magi: Es una subespecie de la humanidad con la capacidad natural para usar la magia, esta raza casi ha desaparecido después de mucho mestizaje entre sus hermanos humanos normales. Los últimos Homo Magi decidieron (aquellos que la gente en el universo DC hereden la habilidad de usar magia) retirarse a una mágica ciudad invisible hace siglos, y ahora se les conocen como «Los Ocultos». La hechicera y superheroína Zatanna conoce muchos de sus secretos de dicha profesión, y Traci Thirteen es investigadora de fenómenos mágicos y ocultos para la Croatoan Society, ambas mujeres son las últimas Homo Magi existentes entre los humanos.[10]

- Los Eternos: Son manifestaciones físicas de los fenómenos eternos y universales que afectan a la condición humana (como son el Destino, Muerte, Sueño, Destrucción, Desespero, Deseo y Delirio), estos son relatados principalmente en las páginas de las series de The Sandman.[10]

- Manifestaciones emocionales: Al igual que el ser «sin fin», estos seres fueron creados a partir de la energía emocional generada por seres sintientes. Cada una de las siete manifestaciones emocionales del Universo DC están representados por un color diferente (Ira: el rojo, Naranja: la codicia, el miedo: el amarillo; la voluntad: el verde, la esperanza: el azul, la compasión: el índigo, el amor: el violeta) y el ser. El cuerpo base de cada anillo de poder de varios personajes del universo DC, sobre todo el Cuerpo de Linternas Verdes y Cuerpo de Sinestro utilizan estas energías de estos seres.[1]

- Magos y hechiceros: Varios hechiceros acechan al universo DC. Dr. Fate, Circe, el hechicero Shazam!, Mordru, Arión, Zatanna, Zatara, Morgana, Merlín, John Constantine, y Felix Faust son descritos como principales personajes que usan magia para crear y destruir. Las dimensiones, los rituales y los reinos espirituales son fuentes de poder mágico, por ejemplo la Roca de la Eternidad, el Pozo de Lázaro de Ra's Al Ghul, el plano astral del Doctor Ocult y las transformaciones de Shazam![1]

- Las Entidades Demoníacas: Estas varían desde el Demonio Etrigan, Blaze y Satanus hasta Nerón. Las entidades demoníacas son abundantes y vienen del infierno, aunque algunos como Eclipso, el demonio de venganza (también conocido como el Príncipe de las Tinieblas), residen en la Luna. Entidades demoníacas de los cómics de la Mujer Maravilla están directamente vinculados a la mitología griega, como Hades y Ares. En los cómics de sello Vertigo, personajes como John Constantine se oponen a demonios influenciados por la mitología cristiana. La mayoría de los demonios no son, sin embargo directamente relacionados con la demonología.[1]

- Los Monitores: Son unos seres cósmicos increíblemente poderosos. Originalmente, existían un monitor y un Antimonitor, eran subproductos del evento que creó el multiverso. Como archienemigos, lucharon durante miles de millones de años, antes de obtener la ayuda de poderosos guerreros y causando la crisis, en la que ambos fueron asesinados. Después volvió a renacer el multiverso, los orígenes de los monitores fue revisado. En la continuidad Post-Crisis y Pre Nuevos 52, los monitores son una vasta civilización cuya tarea es la de proteger y guiar a los distintos mundos del multiverso. Ellos también algunos toman ciertas identidades de sus respectivos mundos, también son vampiros, ya que tienen que resistir el impulso de alimentarse de los universos de los que nacieron y que protegen.[1]

### Otras dimensiones
El Universo DC además se compone de un número de diferentes dimensiones alternativas, las más notables son las llamadas Tierras paralelas o Universos Paralelos (véase el «Multiverso DC»), pero estas últimas fueron eliminadas cuando la realidad fue alterada por el Antimonitor (aunque las historias protagonizadas por estas tierras paralelas han continuado sus historias posteriores cuando surgieron algunos cambios en los años siguientes). Aun así, existen otro tipo de dimensiones, sin embargo, incluyendo al universo de antimateria, la Pax dimensional, la 5° Dimensión y La Purga. Además, existen dimensiones prisión, como la Zona Fantasma, que están destinadas a albergar a criminales super poderosos que son demasiado poderosas para cualquier medio convencional los tenga contenidos.
Las dimensiones se componen de muchos universos, de los cuales algunos se crean y se destruyen con la ayuda de fuerzas sobrenaturales y/o elementos de los que se extrae su propio poder. Además, ciertas dimensiones funcionan como las principales oportunidades para realizar crossovers para que los héroes de diferentes compañías de cómics interactúen, ya sea de empresas de la competencia, o de sociedades absorbidas por los competidores. El ejemplo más notable de este tipo de cruce ha sido de entre Marvel Comics y DC Comics (DC vs. Marvel), y el segundo caso ha sido como la adquisición del sello WildStorm Comics. Un ejemplo de este tipo de cruce fue cuando DC adquirió los personajes de Fawcett Comics, Quality Comics y Charlton Comics y la absorción a la continuidad del Universo DC de personajes como el Capitán Marvel, Plastic Man y el Capitán Atom. De esta manera, los héroes publicados originalmente en estas diferentes empresas son ahora parte del mismo universo de ficción, y las interacciones entre estos personajes ya no se les consideran cruces de estas antiguas compañías.
Además, el Universo Marvel se dice que también existe en el Universo DC, como uno de los muchos universos alternativos. Lo contrario también puede decir con respecto al Universo Marvel. Este es un método para poder explicar las diversas historias de crossover co-publicadas por las dos compañías.

#### La Fuerza de la Velocidad
La fuerza de la velocidad es una fuente de energía extradimensional que proporciona el poder a los velocistas del Universo DC y sus poderes. Para el acceso a la fuerza de la velocidad hace que sea posible el funcionamiento de velocidades increíbles, incluso ser más rápido que la luz, e incluso para poder saltar dentro y fuera de la corriente temporal, e incluso, saltar a otra tierra paralela, viajando de esta manera aunque con un grado limitado de control de la velocidad (para el caso de los viajes a través del tiempo). La fuerza de la velocidad también actúa como una especie de Valhalla para velocistas fallecidos. Los sucesos contados en The Flash: Renacimiento se revela que Barry Allen es un generador de vida para la fuerza de la velocidad desde el accidente que lo transformó en Flash.

#### La Corriente del Tiempo
Es posible viajar en el tiempo en este universo por varios medios, entre ellos es que se mueve más rápido que la velocidad de la luz. La Legión de Super-Héroes que habita 1000 años en el futuro, en particular, tienen acceso a la tecnología para los viajes en el tiempo (aunque con el tercer reboot de la Legión carecía de esta tecnología para los viajes en el tiempo), mientras que el amo del tiempo Rip Hunter es la autoridad actual de dicha tecnología. Originalmente, era imposible cambiar el pasado, o de existir en dos lugares al mismo tiempo (un viajero del tiempo que aparece en un período determinado en el que él o ella ya existía se convertiría en uno solo, se vería un fantasma invisible ineficaz tan pronto se manifestase la alteración temporal). Sin embargo eso fue cambiado después de que el Antimonitor trató de reescribir la historia al comienzo del tiempo durante la «Crisis en las Tierras Infinitas». Además, una serie de realidades alternativas - conocida como el Hipertiempo era la última explicación para la creación de varias líneas temporales por un buen tiempo. Un grupo que se autodenomina los hombres lineales se formó para que nadie pueda cambiar la historia. Además, un enorme supervillano llamado el Trampero del Tiempo (Time Trapper), clásico enemigo de la Legión, sabe cómo manipular la corriente temporal, incluso creando los denominados «universos de bolsillo»; sin embargo, no es el único supervillano que es capaz de viajar en el tiempo, también están destacados el Amo del Tiempo, Warp, y el Rey Reloj.

## Historia

### Orígenes del universo
Según los cómics de DC, el Universo se formó hace miles de millones de años dando origen a varias razas de seres inteligentes. Una de ellas, los oanos, nativos del planeta Oa, eran una especie pacífica que desarrolló sus poderes mentales hasta su máxima expresión, creando una sociedad idílica.
En algún momento de la historia de Oa, el científico Krona quiso conocer el origen del universo, pero los oanos tenían leyendas que auguraban un gran desastre para quien se atreviera a tal hazaña. Krona no desistió y con los años construyó una máquina que le permitió observar el Amanecer del Tiempo. Al ver el origen del universo, energías desconocidas destruyeron la máquina de Krona y crearon un universo de antimateria. El universo de materia positiva intentó reparar el daño y se duplicó una y otra vez, dando origen al Multiverso. En él existían réplicas de todos los planetas y civilizaciones, excepto de Oa, que sólo contaba con un «planeta gemelo», Qward, en el universo de antimateria.
Los oanos se sintieron culpables de la desgracia y crearon una raza de androides, los Manhunters para proteger el universo de la maldad desatada por Krona. Con el tiempo cambiaron los androides por seres vivos, creando a los Green Lantern Corps. Después de una guerra civil en Oa, una buena parte de los habitantes se alejó de su planeta nativo y de los pacíficos Linternas Verdes para formar una sociedad bélica con el fin de erradicar la maldad; los miembros de esta facción se autodenominaron los Controladores. Casi al mismo tiempo, en el satélite natural de Qward nació la criatura denominada Antimonitor; como respuesta, el universo de materia creó a Monitor en la luna de Oa. Ambas criaturas quedaron en estado de éxtasis tras un ataque simultáneo.

### El Multiverso y laCrisis en las Tierras Infinitas
Con el paso del tiempo, la Tierra se formó y dio origen a la raza humana. A principios del siglo XX apareció Superman y con él, toda una pléyade de superhéroes que poblaron el planeta; incluso un Linterna Verde fue enviado a proteger el planeta. Con la llegada de la Segunda Guerra Mundial varios héroes participaron en el conflicto: Superman mismo, la Sociedad de la Justicia de América, Flash (Jay Garrick), entre otros. Tiempo después, Flash (Barry Allen) se perdió en el Multiverso y llegó a una Tierra en donde conoció a Jay Garrick, dándose cuenta de la existencia de Tierra-2 y Tierra-1. Barry había escogido el nombre de Flash en honor a Flash/Jay Garrick, a quien consideraba un personaje de ficción. Entre las diferencias más notables entre ambas Tierras está el hecho de que Superman envejeció a ritmo normal y era editor del Daily Star en Metrópolis e incluso estaba casado con Lois Lane en el mundo de Jay, mientras que en la realidad de Barry, Superman (Clark Kent) era sólo un tímido reportero en el Daily Planet y Lois ni siquiera le hacía caso.
Esto condujo a historias donde todo era posible: si un relato era contradictorio con la continuidad de un personaje, simplemente se decía que tenía lugar en otra tierra distinta. Así, llegaron a existir Tierra-1, Tierra-2, Tierra Prima, Tierra-X, Tierra S... y así hasta el infinito. Muchos títulos de Universo DC se volvieron poco accesibles para nuevos lectores, por lo que en 1985 la compañía decidió cambiar la situación de forma radical.
La Crisis en Tierras Infinitas corrigió errores de continuidad que derivaron en la desaparición de todas las realidades paralelas en una sola línea histórica que unía a prácticamente todos los personajes de DC. En la Crisis se enfrentaron Antimonitor y Monitor, y entre las pérdidas significativas se encuentran las muertes de Supergirl (Kara, la prima de Superman) y el segundo Flash (Barry Allen), además de una multitud de personajes (héroes y villanos), dando estabilidad y continuidad a la historia del Universo DC. Algunos personajes empezaron desde cero, como en el caso de Superman y Batman.

### Hora Cero
Durante la miniserie Hora Cero se volvió a corregir el Universo DC por pequeñas inconsistencias tales como las distintas versiones del Hombre Halcón y el origen de la Legión de Super Héroes.
Aunque uno de los personajes trató de recrear un nuevo Multiverso fallando en el intento, aquí dos héroes se vuelven villanos.

### Crisis Infinita
En esta miniserie reaparecen 4 antiguos personajes que se daban por perdidos desde Crisis en las Tierras Infinitas e intentan otra vez reformar el Multiverso y recrear una Tierra nueva y perfecta por considerar la actual un lugar corrupto.